# 5 by Monk by 5
5 by Monk by 5 (auch The Thelonious Monk Quintet) ist ein Album von Thelonious Monk. Die Aufnahmen, die in New York am 1., 2. und 4. Juni 1959 entstanden waren, erschienen 1959 als Langspielplatte bei Riverside Records und in um zwei Alternate takes erweiterter Form 1999 als Compact Disc bei Original Jazz Classics.

## Hintergrund
Das Album wurde bei drei Aufnahmesitzungen im Juni 1959 aufgenommen. Die Musiker waren neben Monk am Klavier Thad Jones (Kornett), Charlie Rouse (Tenorsaxophon), Sam Jones (Bass) und Art Taylor (Schlagzeug). Rouse wurde in den 1960er-Jahren größtenteils Monks permanenter Tenorsaxophonist. Der Titel des Albums bezieht sich auf dieses Quintett, das fünf von Monks Kompositionen spielt. Dazu gehörte die neue Komposition Jackie-Ing, das Monk den anderen vorsummte, um ihnen zu helfen, es zu lernen. Das Album enthielt auch das Debüt von Played Twice.

## Titelliste

### Original-LP
- Thelonious Monk Quintet – 5 by Monk Bby 5 (Riverside Records – RLP 12-305)[3]

A1  Jackie-ing 6:01

A2  Straight, No Chaser 9:16

A3  Played Twice 7:55
B1  I Mean You 9:43

B2  Ask Me Now 10:43
- Alle Kompositionen stammen von Thelonious Monk.

### CD-Edition (1999)
- The Thelonious Monk Quintet – 5 by Monk by 5 (Riverside Records – RLP-1150, Original Jazz Classics – OJCCD-362-2)[4]

1. Jackie-ing 6:07
2. Straight, No Chaser 9:21
3. Played Twice (Take 3)  8:00
4. Played Twice (Take 1)  6:56
5. Played Twice (Take 2)  7:53
6. I Mean You 9:48
7. Ask Me Now 10:46

## Rezeption
Lindsay Planer meinte in Allmusic: „Ironischerweise war dies das erste Mal, dass Monk mit einer so herausragenden Besetzung aufnahm, die neben der Standard-Bop-Rhythmusgruppe sowohl einen Trompeter (oder in diesem Fall einen Kornettisten) als auch einen Saxophonisten umfasste.“ Eines der neuen Werke, „Jackie-ing“ (übrigens nach einer von Monks Nichten benannt), veranschauliche die lockeren, unzusammenhängenden und äußerst schwierigen Arrangements, die Monk als führenden Komponisten, Arrangeur und Bandleader definieren würden, meint der Autor. Dies stünde im Gegensatz zu seiner Rolle als Pianist und Bandmitglied, die er während des gesamten Stücks wie auch im Rest des Albums gekonnt gibt. Thad Jones’ Kornett ist geschmackvoll in Monks vertrackten Arrangements integriert. Befremdend sei jedoch der starke Kontrast zwischen dem vergleichsweise gedämpft spielenden Rouse und dem fieberhaften Gemeckere („frenetic bleating“) von Thad Jones.
Nach Ansicht von Thomas Fitterling sei es zwar erfreulich, dass 5 by Monk by 5 nicht unter der starren Soliabfolge des regulären Quartetts leide, doch es sei „sehr bedauerlich, dass Sam Jones, zumal er hier in Hochform ist, keine Gelegenheit zu einem Baß-Solo bekommt.“